# Yassıpınar, Altınyayla
Yassıpınar là một xã thuộc huyện Altınyayla, tỉnh Sivas, Thổ Nhĩ Kỳ. Dân số thời điểm năm 2011 là 79 người.